# 尊雅王
尊雅王（たかまさおう、生没年不詳）は、鎌倉時代後期の皇族。順徳天皇の孫。無品・善統親王の子。無位無官。四辻宮家第2代。

## 経歴
父とされる善統親王からその薨去の前年である正和5年（1316年）に四辻宮家の所領の一部である山城国上桂荘と摂津国仲荘を譲られた四辻若宮に比定される。なお、弘安10年（1287年）既に善統親王は上桂荘を含む四辻宮家の所領の一部を子息の深恵に譲渡してしまっていた。さらに元亨3年（1323年）深恵は上桂荘を別人に譲渡したことから、四辻若宮は上桂荘の権利を放棄している。
なお、正和5年（1316年）の時点で善統親王は84歳であり、「若宮」と呼ぶべき実子の存在を疑問視する説もある。小川剛生は、岩蔵宮忠房親王の実子であったが善統親王の養子となったとする仮説を提示している。一方で、忠房親王の父である彦仁王は七条院領の継承を巡って善統親王との間で訴訟を起こしている事実も指摘されており、この仮説を巡っては議論がある。

## 系譜
- 父：善統親王 - 四辻宮初代
- 母：不詳
- 生母不詳の子女
  - 男子：無極志玄（1282-1359）
  - 女子：智泉聖通（1309-1388） - 石清水八幡宮社家紀通清妻、足利義満外祖母
  - 男子：四辻善成（1326-1402） - 四辻宮第3代、順徳源氏